# Eiderbach (Marsbach)
Der Eiderbach ist ein linker Zufluss des Marsbachs im Odenwald in Baden-Württemberg.

## Geographie

### Verlauf
Der Eiderbach entspringt auf etwa 406 m ü. NHN  als Eiterbach nordöstlich von Hainstadt neben dem Kirchenwald am Naturschutzgebiet Lappen und Eiderbachgraben, einem Feuchtgebiet, in seiner dort nordnordwestwärts laufenden obersten Talaue. Nachdem er die B 27 unterquert hat, wechselt er am Zulauf je eines Baches von links und rechts aus dem überwiegend offenen Naturraum Bauland in den überwiegend bewaldeten Naturraum Odenwald. Wie schon zuvor an der Grenze zwischen den Stadtgebieten von Buchen links und Walldürn rechts laufend, durchzieht er nun nordwestwärts ein immer tiefer eingegrabenes Waldtal mit zunächst nur wenigen kurzen Zuflüssen.
Östlich des nun Walldürner Ortes Hornbach am Zulauf des Fockengrabens, der von Süden her auf der Grenze zwischen Buchen und Walldürn naht, wechselt er ganz auf Walldürner Gebiet. Dort münden an einer Talspinne zwei weitere Zuflüsse. Auf dem Talgrund liegen nun mehr und mehr auch Wiesen und das Tal zieht immer mehr nordwärts. Der Eiderbach passiert an einem weiteren linken Zufluss die Walldürner Linkenmühle und unterquert die Hornbacher Landstraße (K 3968). An der Ortsgrenze des Walldürner Dorfes Rippberg fließt er schon ganz nordwärts, im Ort mündet er dann auf 207,8 m ü. NHN von links und als dessen größter Zufluss in den Unterlauf des Marsbachs.
Der Eiderbach mündet nach einem etwa 12,5 km langen Lauf mit mittlerem Sohlgefälle von ungefähr 16 ‰ etwa 198 Höhenmeter unterhalb seines Ursprungs.

### Einzugsgebiet
Das Einzugsgebiet des Eiderbachs umfasst 28,4 km². Ein nur kleiner Teil von ihm ganz im Südosten um die Quelle liegt, naturräumlich gesehen, im Unterraum Buchener Platte des Baulandes, der weit überwiegende dagegen im Odenwald, nacheinander in dessen Unterräumen Vorland des Hinteren Odenwaldes, Winterhauch und Oberes Mudtal. Die mit bis wenig über 470 m ü. NHN größten Höhen werden links des Untertals auf einer flachen Kuppe der begleitenden Hochebene erreicht.
An der langen Nordostseite grenzt durchweg Einzugsgebiet des aufnehmenden Marsbachs an, dem von der Scheide her nur ein längeres Nebental zuläuft. Die kurze südöstliche Wasserscheide ist Teil der Großwasserscheide zwischen Main diesseits und Neckar jenseits, dahinter liegt das Quellgebiet des Rinschbachs, der zum Jagst-Zufluss Seckach entwässert. Den Abfluss zur anderen Seite entlang der wiederum langen Südwest- und Westgrenze nimmt die Morre auf, die sich weiter abwärts mit dem den Eiderbach aufnehmenden Marsbach zum Billbach vereint.
Die einzigen Siedlungsplätze am Bachlauf sind die Linkenmühle von Walldürn im Untertal und das ebenfalls zu dieser Stadt gehörende Mündungsdorf Rippberg. Daneben liegen im Einzugsgebiet noch Randbereiche der südlichen und südwestlichen Siedlungsfläche der zentralen Stadt sowie deren Dörfer Großhornbach und Kleinhornbach, die links auf der Hochebene neben dem beginnenden Untertal in einer Rodungsinsel stehen, dem einzigen größeren offenen Flurgebiet im Odenwaldanteil des Einzugsgebietes. Zu Walldürn gehört der überwiegende Flächenteil des Einzugsgebietes im Nordosten und Norden, etwas kleiner ist derjenige der Stadt Buchen (Odenwald) im Süden und Südwesten; der Bach ist auf gut der Hälfte seiner Länge Grenze der Nachbarstädte. Daneben liegt noch ein recht kleiner unbesiedelter Einzugsgebietszwickel links über dem untersten Tal, der Teil der unterfränkischen Marktgemeinde Schneeberg ist.

### Zuflüsse und Seen
Liste der Zuflüsse von der Quelle zur Mündung. Gewässerlänge, Einzugsgebiet und Höhe nach den entsprechenden Layern auf der Onlinekarte der LUBW. Andere Quellen für die Angaben sind vermerkt. Die Liste nennt nur eine Auswahl.
- Bannholzgraben, von rechts und Nordosten südlich von Walldürn am Beginn des Waldtales, 0,8 km und ca. 0,9 km².[LUBW 6] Entsteht am Gewerbegebiet am Südrand von Walldürn
- (Bach aus Richtung der Erlenhecke) von links und Südwesten gleich nach dem vorigen, 1,3 km und 1,7 km². Hat einen den eigenen Oberlauf bis dorthin in der Länge übertreffenden westlichen Zufluss Zipfengraben
- (Bach aus Richtung der Ahnwiesen), von links und Südsüdwesten, 0,5 km und ca. 1,5 km²[LUBW 6]
- (Bach aus der Klinge), von rechts und Nordnordosten gleich nach dem vorigen, 0,7 km und ca. 0,9 km²[LUBW 6]
- Fockengraben, von links und Süden östlich unter Walldürn-Hornbach, 1,0 km und 2,5 km²
- (Bach aus der Kälberklinge), von rechts und Nordosten gleich nach dem vorigen, 0,8 km und ca. 0,8 km²[LUBW 6]
- Steigengraben, von links und Westen gleich nach dem vorigen, 0,8 km und 1,7 km². Entsteht am Ostrand von Hornbach
- (Bach aus der Essigklinge), von links und Südwesten in Walldürn-Linkenmühle, 0,9 km und 1,6 km². Entsteht nördlich von Walldürn-Kleinhornbach

## Natur und Schutzgebiete
Der Eiderbach durchfließt außer an seinem obersten Lauf noch im Bauland eine wenig besiedelte Landschaft. Anfangs teils begradigt, zeigt er im Odenwald einen recht natürlichen Verlauf mit Windungen. Zuoberst durchquert er das Naturschutzgebiet Lappen und Eiderbachgraben, der Unterlauf durchzieht etwa ab dem Zulauf des Fockengrabens bis zum Ortsrand von Rippberg das Landschaftsschutzgebiet Marsbachtal und Eiderbachtal. Fast das ganze Einzugsgebiet liegt im Naturpark Neckartal-Odenwald.

### LUBW
Amtliche Online-Gewässerkarte mit passendem Ausschnitt und den hier benutzten Layern: Lauf und Einzugsgebiet des Eiderbachs

Allgemeiner Einstieg ohne Voreinstellungen und Layer: Daten- und Kartendienst der Landesanstalt für Umwelt Baden-Württemberg (LUBW) (Hinweise)
1. 1 2  Höhe nach dem Höhenlinienbild auf dem Hintergrundlayer Topographische Karte.
2. ↑  Höhe nach grauer Beschriftung auf dem Hintergrundlayer Topographische Karte.
3. 1 2  Länge nach dem Layer Gewässernetz (AWGN).
4. ↑  Einzugsgebiet aufsummiert aus den Teileinzugsgebieten nach dem Layer Basiseinzugsgebiet (AWGN).
5. ↑  Einzugsgebiet nach dem Layer Basiseinzugsgebiet (AWGN).
6. 1 2 3 4  Einzugsgebiet abgemessen auf dem Hintergrundlayer Topographische Karte.
7. ↑  Schutzgebiete nach den einschlägigen Layern, Natur teilweise nach dem Layer Biotop.

### Andere Belege
1. ↑  Otto Klausing: Geographische Landesaufnahme: Die naturräumlichen Einheiten auf Blatt 151 Darmstadt. Bundesanstalt für Landeskunde, Bad Godesberg 1967. → Online-Karte (PDF; 4,3 MB)
2. ↑  Horst Mensching, Günter Wagner: Geographische Landesaufnahme: Die naturräumlichen Einheiten auf Blatt 152 Würzburg. Bundesanstalt für Landeskunde, Bad Godesberg 1963. → Online-Karte (PDF; 5,3 MB)
3. ↑  Die aneinander grenzenden Naturraumkarten widersprechen einander. Zum Zeitpunkt der Erstellung der östlichen gab es noch keine endgültige Gliederung des Odenwaldes durch die Bundesanstalt für Landeskunde, weshalb entsprechend die Gliederung des jüngeren westlichen Blattes übertragen wurde.